# Arc long anglais
Vous lisez un « article de qualité » labellisé en 2007.
L’arc long anglais (en anglais longbow), également appelé arc droit, est une évolution de l’arc gallois. Il s’agit d’un arc médiéval très puissant, d’environ 2 mètres de long, très utilisé par les Anglais, à la fois pour la chasse et la guerre.
Son utilisation par l’armée anglaise naît de ses déconvenues lors des guerres en pays de Galles et en Écosse. Les Anglais décident alors d’y recourir massivement, ce qui permet de vaincre les piquiers gallois, puis écossais. Cette arme se révèle encore décisive pendant la plus grande partie de la guerre de Cent Ans (particulièrement lors des batailles de Crécy, de Poitiers et d’Azincourt).
De nombreuses solutions sont essayées par les Français pour neutraliser cette arme redoutée : mise à pied des combattants montés, augmentation de la surface protégée par des plates dans les armures, protection des chevaux, neutralisation des archers ou création des compagnies d’ordonnances et des francs-archers. Les Français doivent longtemps se résoudre purement et simplement à éviter de combattre les Anglais de front en rase campagne et réorientent leur stratégie vers une guerre de siège, utilisant la tactique de la terre déserte qui laisse les chevauchées anglaises libres de piller le pays. La stratégie défensive qu’implique l’utilisation de l’arc long est seulement battue en brèche par l’apparition de l’artillerie de campagne : l’armée anglaise est alors écrasée à Formigny et à Castillon après avoir été défaite à la bataille de Patay où les archers n'ont pu se retrancher à temps et ont été anéantis par la cavalerie lourde française.
À partir de 1361 et jusqu’environ 1430, l’arc long anglais connut également une présence limitée dans le nord et le centre de l’Italie grâce à la présence des mercenaires anglais de la Compagnia Bianca, au point qu’à la fin du XIVᵉ siècle, des artisans capables de fabriquer des arcs et des flèches « à la manière anglaise » sont attestés à Milan et à Florence,.
Au XVIe siècle, les archers sont définitivement supplantés par les arquebusiers particulièrement par ceux de l'armée espagnole qui combattent au sein des Tercios.

## Description

### L’arc

Arc droit ou longbow
1 - Poupée
2 - Dos
3 - Ventre

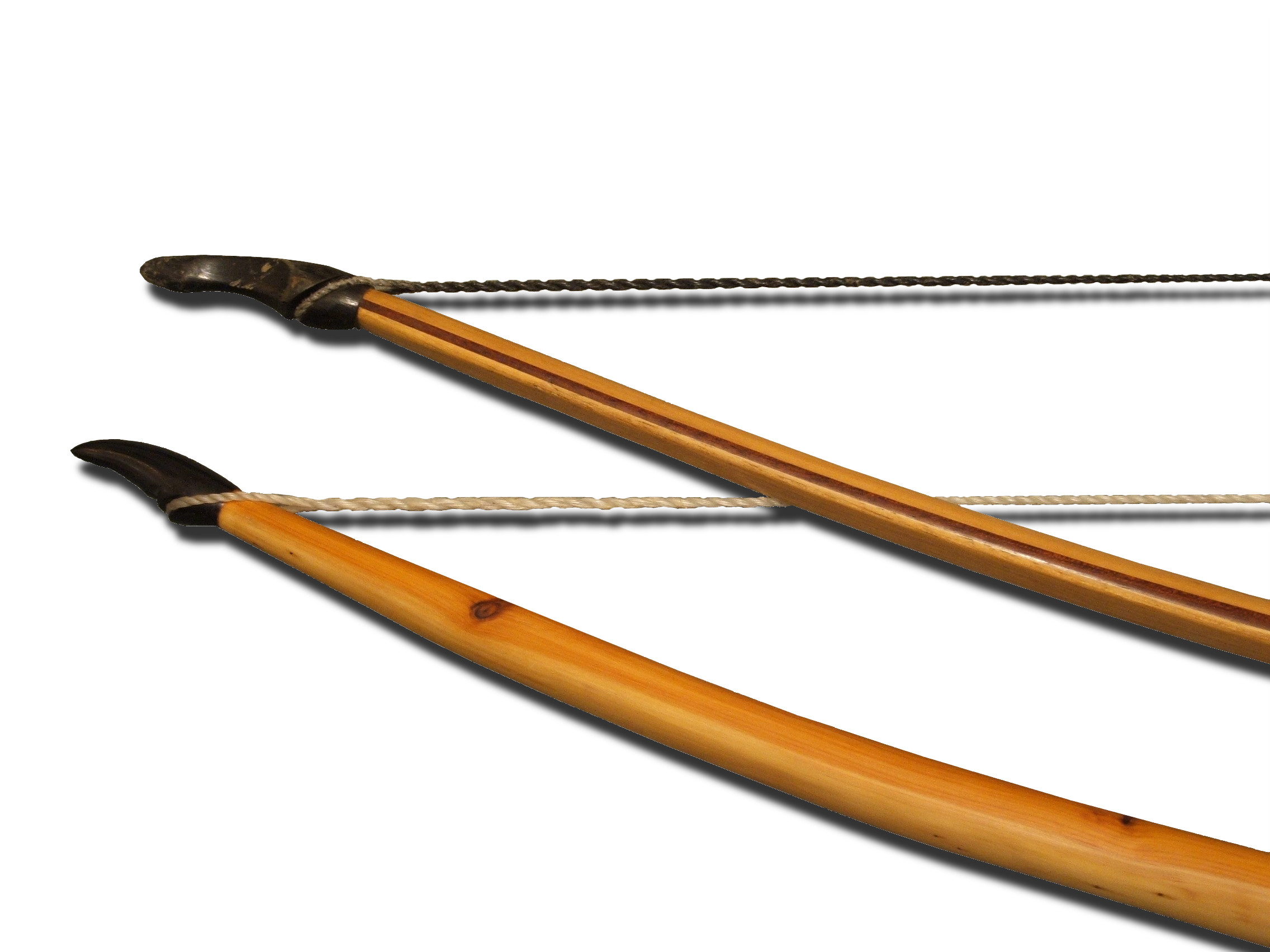
En haut : arc composite en bois de citronnier, bois tropical et hickory.
En bas : arc en bois d’if (on distingue nettement la différence entre le dos en aubier et le ventre en duramen).

L'étude des 137 arcs longs retrouvés dans l'épave du navire Mary Rose, coulé en 1545, a permis d’enrichir la connaissance de cette arme. Il s'agit d’un arc simple, façonné d’une seule pièce dans de l'if, bois dont les qualités intrinsèques font qu'il se comporte comme un arc composite. D’autres bois d'arc de substitution (par efficacité décroissante : orme, frêne, noisetier, voire chêne) peuvent être utilisés, mais au prix d’une perte notable d’efficacité. Il mesure entre 1,70 m et 2,10 m. Sa section est circulaire au niveau de la poignée et en forme de D aux extrémités. Les largeurs sont de 1,8  à   3 cm en tête de branche, de 3  à   4 cm en milieu de branche et de 5  à   6 cm au niveau de la poignée. La forme de l’arc devant suivre les nervures du bois, l’arc peut parfois avoir une forme bosselée (l’efficacité primant sur l’esthétique). Il ne comporte pas de repose flèche : en position de tir, celle-ci repose sur la main d’arc de l’archer.
L’arc en if présente cette particularité paradoxale d’être un arc simple, façonné dans un matériau d’une seule pièce, tout en se comportant comme un arc composite. En effet, l’if est mis en forme de telle sorte qu’il comprend une partie d’aubier (au dos) et une partie de cœur (ventral), le duramen. L’aubier travaille en traction et le cœur en compression. Leurs propriétés se complètent et confèrent à cette arme des qualités balistiques bien supérieures aux arcs simples tirés d’autres essences.
À partir du début du XIVe siècle, le longbow est équipé d’extrémités en corne dotées d’une échancrure où est fixée la corde. Cet accessoire sert d’amortisseur et d’arrêt de corde et accentue la propulsion de la flèche, tout en limitant ses vibrations. La fabrication de l’arc demande environ une journée de travail.
La corde est un élément noble tissé en chanvre et parfois en soie. Son coût compte pour la moitié du coût total d’un arc. Elle est cirée pour être prémunie contre la pluie. D’après les encoches des flèches trouvées sur l’épave de la Mary Rose, on déduit que la corde devait mesurer environ 3,2 mm de diamètre.
La fabrication des arcs, des flèches et des cordes d’arc était du ressort d’ouvriers spécialisés, qui bénéficiaient de franchises fiscales et même de remises de dettes.

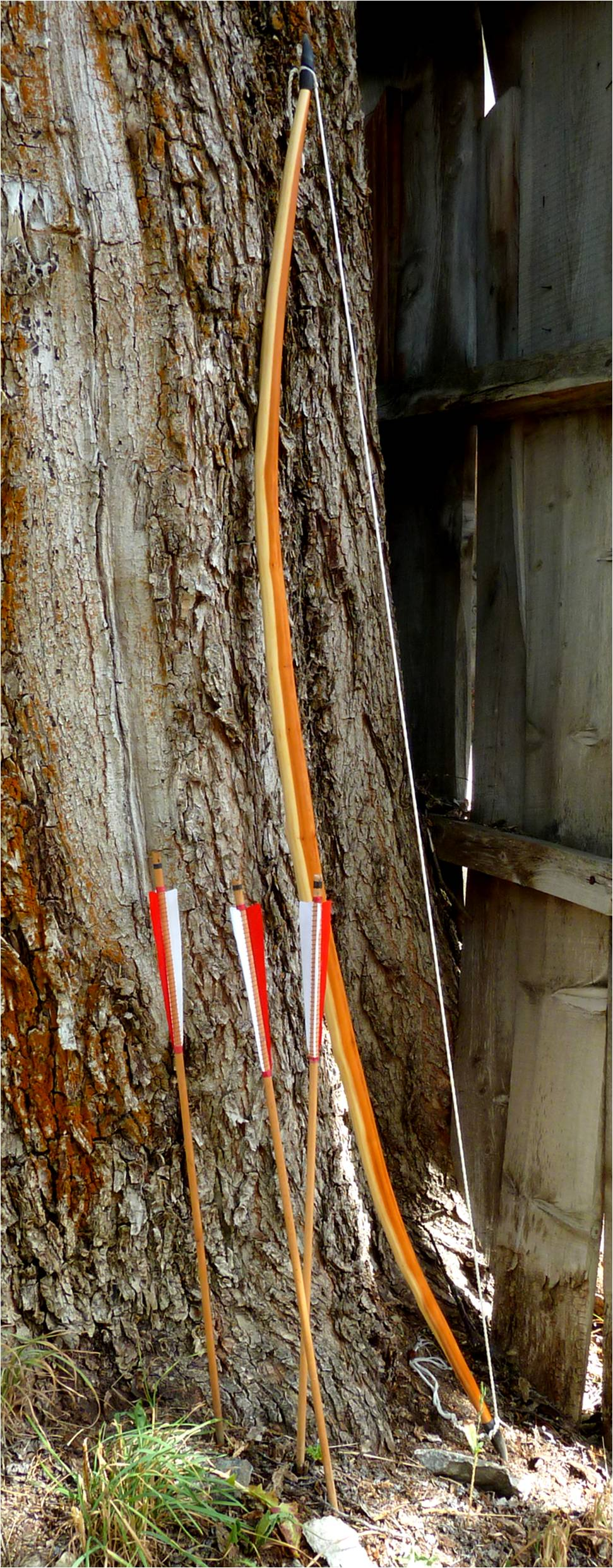
Réplique du grand arc de guerre anglais "warbow" en bois d'if des Pyrénées, 2012.

### Les flèches
Les flèches employées avec le longbow sont relativement standardisées, car fabriquées en grande série (il faut pour une campagne entre 400 000  et   800 000 flèches). Elles sont volontairement lourdes (pour augmenter leur capacité de perforation), entre 60  et   80 g au lieu de 20 g pour une flèche moderne. Les 3 500 flèches retrouvées dans l’épave de la Mary Rose mesurent entre 61  et   81 cm (76 cm en moyenne) et sont taillées dans du peuplier ou du frêne. L’empennage est confectionné en plume d’oie et mesure entre 17  et   25 cm, selon que l’on souhaite privilégier la précision ou la portée. L’encoche est dégagée sur 4  à   5 cm et peut être renforcée par une petite lamelle d’os ou de corne placée perpendiculairement à la corde.

Flèche médiévale : 1 - Pointe en aile d'ange type barbillon • 2 - Hampe • 3 - Empennage en plume d'oie • 4 - Encoche

### Accessoires
Les flèches sont transportées sur des chariots et fournies aux archers par faisceaux ligaturés de 12 ou 24. Le carquois n’est pas fréquent chez les archers anglais du XIVe siècle : le fait de sortir la flèche du carquois prenant trop de temps et ralentissant la cadence de tir, les flèches sont donc plantées à même le sol devant le tireur. Au début du XVe siècle apparaît la trousse, un cylindre de toile cirée ou de cuir fin huilé, dont une extrémité est cousue d’un rond de gros cuir percé de 12 ou 24 trous afin de passer les flèches. Ce carquois très léger permet à la fois de protéger les flèches de l’humidité et aux archers montés de transporter leurs munitions à cheval.
La puissance de l’arc et la technique de tir à 3 doigts imposent le port de gants de cuir. Le modèle type est un demi-gant de cuir fixé au poignet couvrant l’index, le majeur et l’annulaire.
Un brassard en cuir, sanglé sur l’avant-bras qui tient l'arc, protège le tireur du véritable coup de fouet produit par la corde après le décochage.

## Performances

### Considérations mécaniques

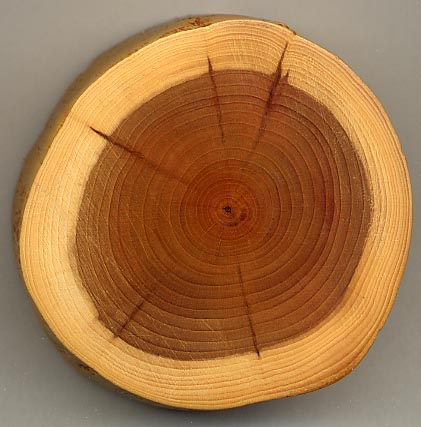
Coupe de bois : l’aubier (plus clair en périphérie) est plus extensible que le duramen (sombre au centre) plus résistant à la compression.

Pour obtenir un arc puissant, il faut utiliser un bois nerveux, car la vitesse d’expulsion de la flèche est proportionnelle à la rapidité avec laquelle l’arc reprend sa forme lors du tir. La surface faisant face au tireur est appelée ventre et travaille de manière concentrique (en compression), contrairement au dos qui est face à la cible et travaille de manière excentrique (en traction). Le bois utilisé doit donc offrir la meilleure résistance à ces contraintes de flexion. On utilise pour ce faire la différence de structure entre l’aubier (les cernes extérieurs plus jeunes et plus tendres) et le duramen (les cernes les plus centraux, très durs et très résistants à la compression). Dans le cas d’un arc non composite comme l’arc droit anglais, l’aubier, plus élastique, forme le dos de l’arc et le duramen, plus résistant à la compression, est utilisé comme ventre.
L’if est le bois cumulant le plus grand nombre de qualités nécessaires à la réalisation d’un arc puissant et résistant. Ses fibres de lignine ont un agencement qui leur confère une grande élasticité (en spirales orientées à soixante degrés par rapport à l’axe de la branche, ce qui leur permet de s’étirer en cas de travail excentrique). Il pousse très lentement et ses cernes sont très fins et rapprochés, ce qui divise d’autant le déplacement dévolu à chaque fibre : plus les cernes sont petits, plus le bois est résistant et nerveux. Il a peu de nœuds et est dénué de poches résinifères qui représentent autant de points de fragilité potentiels. Enfin, il est imputrescible, ce qui, avec ses qualités de résistance, lui confère une grande durée de vie. Il a par contre le défaut d’être toxique (et dangereux pour l’élevage) et a donc été souvent abattu, ce qui en fait un bois rare dont les qualités sont encore améliorées s’il pousse lentement, ses cernes étant alors d’autant plus serrés (les meilleurs exemplaires poussent en altitude et sur un sol pauvre). Les Anglais en importèrent (principalement d’Italie, mais aussi de France et d’Espagne). Richard II et Charles VII en firent planter.
D’autre part, plus l’arc est long, moins il se courbe quand on l’arme et moins il risque d’atteindre ses limites d’élasticité. On peut potentiellement le contraindre davantage, gagnant alors encore en puissance. C’est pourquoi l’arc anglais est particulièrement long : il se déforme moins, donc il perd moins ses caractéristiques avec le temps, risque moins de se briser et gagne encore en portée.

### Grandeurs physiques
La puissance d’un arc se mesure en livres pour 28 pouces d’allonge (71 cm), correspondant à une masse qu’il faudrait attacher à la corde d'un arc horizontal pour la tendre d'autant. Il s'agit en physique d'une force et non d'une masse ou d'une puissance. Traditionnellement, toutes les mesures d'archerie sont en mesures impériales. Pendant la guerre de Cent Ans, où les archers étaient particulièrement entraînés, les arcs nécessitant pour être bandés une force de 120  à   130 livres (soit 530  à   580 newtons ou 50  à   60 kilogrammes-force) étaient particulièrement répandus : les arcs retrouvés sur la Mary Rose nécessitent une force de 80  à   180 livres (350  et   800 N).
La vitesse des flèches est initialement d’environ 55 m/s (200 km/h) et chute à 36 m/s (130 km/h) à 200 m. Pour une flèche de 70 grammes, l'énergie cinétique initiale à cette vitesse est de l'ordre de 110 joules, et la quantité de mouvement de 3,9 kg m s−1, ce qui équivaut à une impulsion de même valeur fournie par tireur soit 3,9 N s (newtons·seconde). Le temps d'impulsion peut être estimé à 0,025 s (0,71 mètre parcouru à la vitesse moyenne de la moitié de la vitesse finale, soit 27,8 m s−1) et la force moyenne appliquée à la flèche pendant cette impulsion de 155 N. La puissance développée par l'arc pendant le tir est de l'ordre de 4 200 watts.

### Portée
Leur portée est estimée entre 165  et   228 mètres, bien qu’une réplique d’un des arcs trouvés à bord du Mary Rose ait tiré une flèche de 53,6 grammes à 328 mètres et une flèche de 95,9 grammes à 249,9 mètres,. Les flèches sont cependant incapables de percer une armure de plates à cette distance. Elles sont efficaces contre les cottes de mailles quand la distance est inférieure à 100 mètres et contre les armures de plates en deçà de 60 mètres.

### Pouvoir perforant

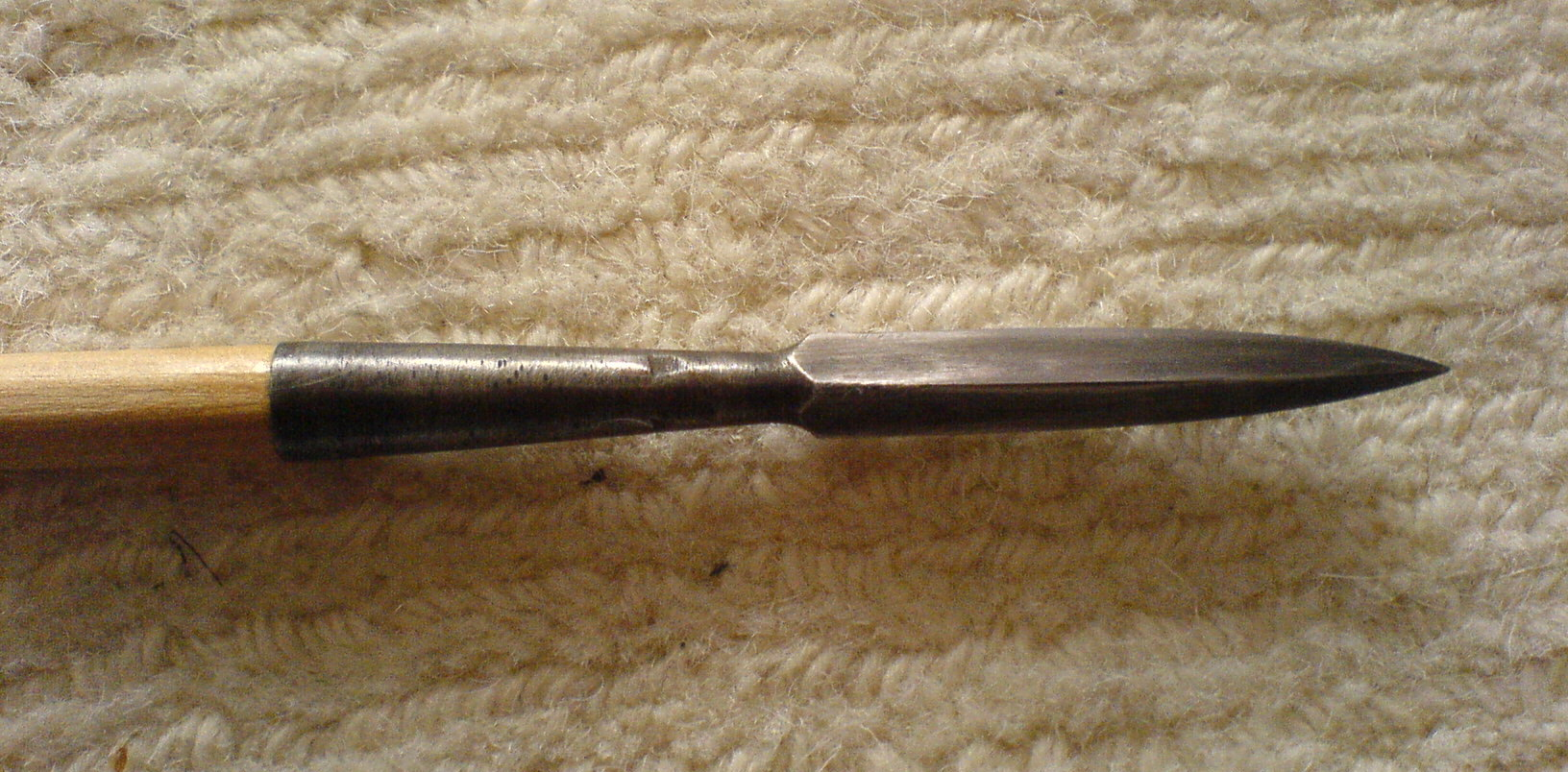
Les pointes bodkin étaient les plus utilisées du fait de leur caractère perforant et de leur facilité de fabrication.

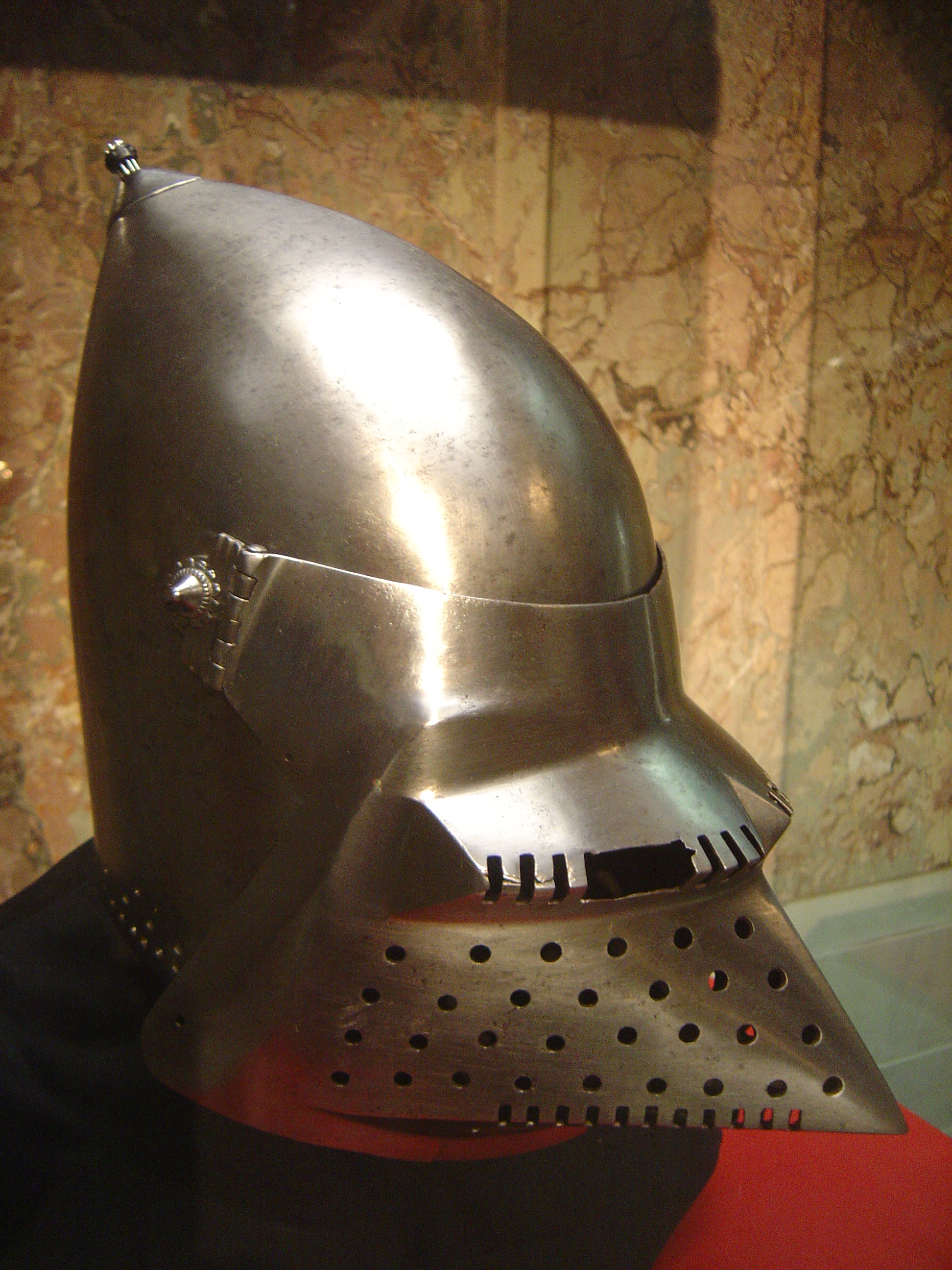
Le bassinet à bec de passereau est profilé pour dévier lances et projectiles arrivant de face.

En fonction de l’effet recherché, l’archer a le choix entre plusieurs types de flèches. Les plus fréquemment utilisées sont les bodkin pointues de section carrée, particulièrement perforantes et faciles à produire. Les flèches ayant une énergie cinétique modérée (comparativement à celle du projectile d’une arme à feu), elles ne produisent ni effet de choc, ni effet de cavitation. En revanche, du fait de leur grande longueur, elles ont une bonne densité sectionnelle et donc un grand pouvoir perforant. Dès lors, ce type de flèche est utilisé à courte distance contre l’infanterie lourde ou la cavalerie. Ces flèches, très efficaces contre les cottes de mailles, peuvent cependant ricocher sur les armures de plates si elles n’arrivent pas perpendiculairement à la surface. Pour un tir à moins de 60 mètres, elles peuvent s’enfoncer de plusieurs centimètres, causant des blessures plus ou moins graves.
C’est particulièrement à la tête qu’une pénétration de profondeur limitée est dévastatrice. Cette partie du corps est cependant bien protégée par le profil des bassinets de l’époque, étudiés pour dévier les lances. Les autres points vulnérables du combattant sont le cou et les membres, où passent des troncs artériels susceptibles d’être sectionnés. Pour cette raison, les armures des chevaliers ont progressivement évolué au cours de la guerre de Cent Ans, recourant de plus en plus à l'usage de plates. Les capacités de perforation peuvent être améliorées par lubrification des pointes à la cire, ce procédé permettant aussi de limiter l’oxydation de l’acier (l’utilisation de ce procédé par les archers anglais est probable mais non vérifiée).
Contre l’infanterie peu blindée ou les chevaux, les flèches à pointe large ou à barbillon sont largement plus dévastatrices, même à longue distance. Tirées par milliers, elles ne nécessitent pas d’être très précises et leur portée peut donc être allongée par réduction de l’empennage.

### Cadence de tir

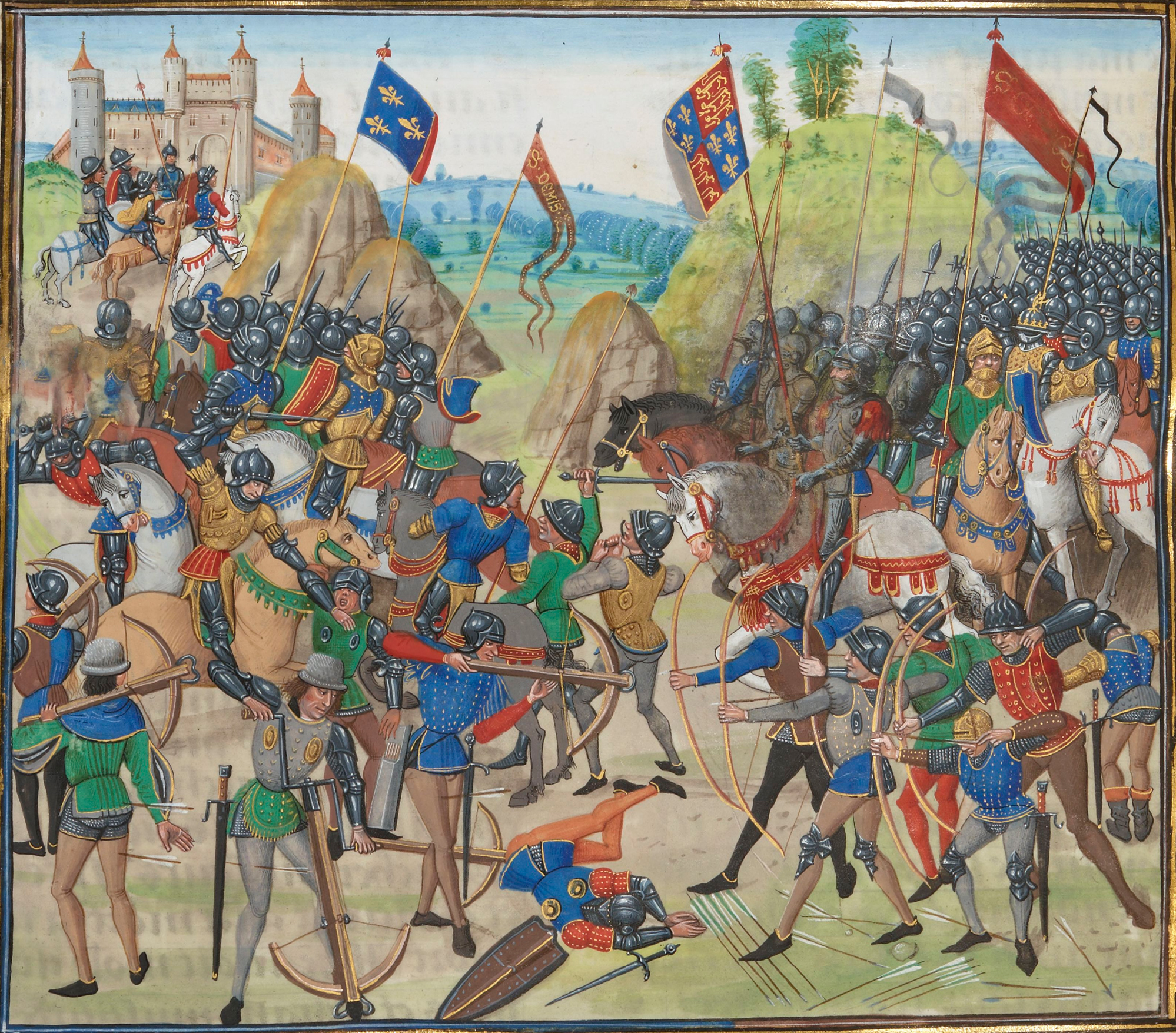
Bataille de Crécy (1346) : les arbalétriers génois sont surclassés en cadence de tir et en portée efficace car ils sont incapables de produire la pluie de flèches qu’ils subissent.

Aux XIVe et XVe siècles, un archer anglais devait pouvoir tirer au moins dix flèches par minute, allant jusqu’à seize tirs ajustés par minute pour les archers expérimentés. Durant la bataille, les archers emportaient avec eux entre 60 et 72 flèches, de quoi durer environ 6 minutes en pleine cadence de tir. Sur le champ de bataille, de jeunes garçons étaient utilisés pour ravitailler les hommes en flèches. Celles-ci étaient posées en vrac devant les archers ou plantées à même la terre. Cette dernière méthode permet de raccourcir au maximum le temps nécessaire pour tirer une flèche. Il en résulte aussi une contamination de la pointe avec des germes telluriques qui augmentent le risque et la gravité d’une infection due à une blessure (ces bactéries anaérobies peuvent être responsables de gangrène gazeuse et en l'absence de soins appropriés, de mort par septicémie puis choc septique).
La cadence de tir des arcs longs anglais est bien supérieure à celle des arbalètes (capables au maximum de tirer quatre fois par minute) ou de n’importe quelle autre arme de jet de l’époque. L’adversaire est alors soumis à une pluie de flèches, ce qui rend efficace un tir à longue portée où la perte de précision causée par la distance est compensée par la quantité de flèches envoyées. Ceci constitue une énorme différence par rapport à l’arbalète qui s’emploie en tir tendu et qui devient forcément moins précise avec la distance. D’autre part, l’arc pouvant facilement être débandé et sa corde mise à l’abri, il est beaucoup moins vulnérable à la pluie qu’une arbalète (ce qui a été décisif, notamment lors de la bataille de Crécy), d’autant que les cordes de nerfs des arbalètes perdent de leur puissance quand elles sont humides, contrairement aux cordes en chanvre des arcs longs qui gagnent en dureté lorsqu’elles sont mouillées.

## Technique de tir

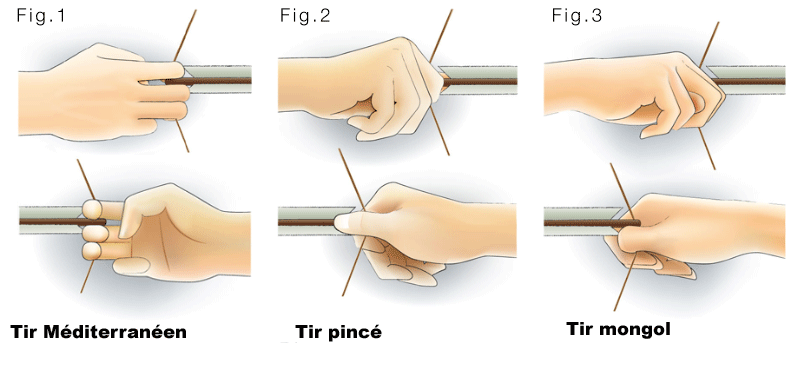
La force nécessaire pour tirer avec un arc long nécessite 3 doigts (technique méditerranéenne), contrairement aux arcs utilisés à l’époque en France que l’on pouvait armer avec seulement 2 doigts (technique pincée).

L’arc long a comme inconvénient d’être assez difficile à « apprivoiser » et de demander plus de technique et de force que l’arc classique. Des autopsies pratiquées sur des corps d’archers gallois ont révélé des distorsions spinales[Quoi ?], témoins des contraintes subies.
L’arc est en particulier réputé pour « secouer » le tireur au moment de la décoche. Les habitués de ce type d’arc recommandent de plier légèrement le bras qui tient l’arc pour éviter « le coup dans la nuque ».
Du fait de la taille de l’arc, il faut tendre la corde derrière la joue et non pas seulement jusqu’au menton (les doigts arrivant à la commissure de la lèvre). De ce fait, l’arc gallois ne peut se pratiquer avec un viseur. On peut tirer soit en tir instinctif soit en « bare-bow ». La décoche doit suivre immédiatement l’armement, car les contraintes sont telles qu’elles peuvent briser l’arc si la décoche est trop retardée.
Le tir instinctif demande un long entraînement, car le cerveau doit connaître parfaitement le vol parabolique d’une flèche, qui varie en fonction de l’angle initial, de la puissance de l’arc et du poids de la flèche. L’archer se concentre uniquement sur le point d’impact, l’inconscient du cerveau faisant le reste.
Dans le tir « bare-bow » on modifie la position des doigts sur la corde suivant la distance (en anglais « string-walking », en français "pianotage"). D’autres archers changent le point d’ancrage sur le visage.

## Utilisation tactique
La portée de l’arc long (efficace sur les combattants faiblement protégés ou les chevaux à 300 mètres), oblige l’adversaire à attaquer. Cela permet de l’attirer en terrain défavorable et de le contraindre à attaquer une position fortifiée au préalable : à Crécy l’armée anglaise se retranche sur un monticule, à Poitiers derrière des haies, à Azincourt derrière un terrain embourbé. Les archers disposent des pieux devant leurs lignes de manière à briser les assauts. Leurs arrières ou leurs flancs sont couverts par des chariots ou des obstacles quasi infranchissables pour de la cavalerie lourde (rivières, forêts…).

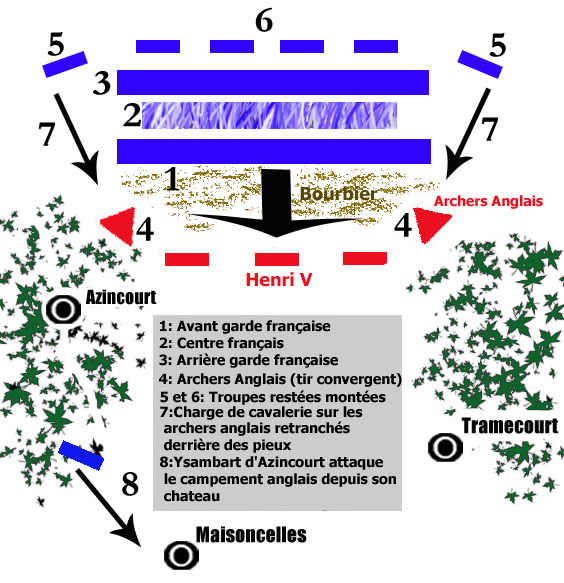
Bataille d’Azincourt : les Anglais sont positionnés derrière un bourbier et ne peuvent pas être tournés car leurs flancs sont protégés par des bois. Ils sont placés sur les ailes de manière à être plus efficaces contre les armures de plates profilées pour dévier les projectiles venant de face.

À longue distance (de 100 à 300 mètres), on utilise des flèches à empennage court et à pointe plate ou « en barbillon », plus dévastatrices sur les combattants peu protégés. Les archers sont utilisés par centaines, voire par milliers (6 000 à Crécy ou Verneuil, 7 000 à Azincourt). Cela permet de faire pleuvoir des nuées de flèches sur l’adversaire (72 flèches à la minute par mètre carré) et compense l’imprécision du tir à pareille distance. Ceci est rendu possible grâce à l’extraordinaire cadence de tir de l’arc long (les arbalètes, qui ont un pouvoir perforant supérieur sur les armures de plates mais une cadence bien inférieure, ne peuvent produire une telle pluie de flèches). À Crécy, les 6 000 arbalétriers génois engagés par les Français doivent ainsi se replier rapidement. D’autre part, une telle pluie de traits désorganise considérablement les charges de cavalerie en blessant les chevaux (non protégés au début de la guerre de Cent Ans) qui peuvent chuter, s’emballer ou désarçonner leur cavalier (la chute du cavalier étant aggravée par le poids de l’armure). La densité de flèches plantées dans le sol est par ailleurs telle qu’elle gêne la progression des assauts (à la bataille de Nájera, il est impossible de marcher au travers du champ de flèches). Les cadavres de chevaliers et surtout de leurs chevaux sont des obstacles qui gênent la progression des lignes d’assaut, tout comme les chevaux emballés qui fuient en sens inverse et désorganisent les charges. Pour obtenir un tir continu, les archers sont déployés sur trois doubles rangées qui vont alternativement se ravitailler en flèches.
À plus courte distance, le tir se fait de façon moins parabolique, avec des projectiles plus perforants (pointe bodkin) et plus précis (empennage long). Les archers sont placés sur les ailes afin que leur tirs ne ricochent pas sur les armures de plates des cavaliers profilées pour dévier les flèches et lances venant de face. Ils sont disposés en V ou en croissant plutôt qu’en ligne, toujours pour obtenir un feu croisé plus efficace contre les armures de plates.
Lorsque la charge de cavalerie arrive au contact, les montures viennent s’empaler dans les pieux disposés devant les archers (calthops). Ces derniers sont de plus en plus polyvalents au fur et à mesure de la guerre de Cent Ans et sont équipés d’épées ou de haches, pour achever les chevaliers désarçonnés, engoncés dans leurs lourdes armures.

## Sélection et entraînement des archers
Pendant la guerre de Cent Ans, des arcs longs de 120  à   130 livres étaient particulièrement répandus (à comparer aux arcs actuels qui nécessitent une force de 40 à 80 livres). La sélection des archers se fait donc de façon très poussée et vise à ne retenir que des recrues capables de tirer avec de tels arcs. L’entraînement suivi, qui commence dès l'âge de 7 ans, est long et complexe : on a retrouvé des stigmates osseux (au rachis, aux doigts de la main droite, de même  qu'à l’avant-bras et au poignet gauches) de cet entraînement sur des squelettes d’archers anglais. Édouard III institue des « jeux » obligatoires de tir à l’arc le dimanche après la messe, dont seuls sont exemptés les hommes d’église et de loi,. L’assiduité des paysans et villageois, ainsi que leur bon équipement, sont contrôlés par les représentants du shérif.
La sélection s'effectue alors à l'échelle de l'ensemble de l’Angleterre, qui se couvre de champs de tir constitués de buttes de terre de 2 à 3 mètres de haut pour 6 mètres de large, en forme de pains de sucre tronqués. La face tronquée reçoit une cible en paille, en toile ou en cuir. Des illustrations de l’époque montrent aussi des cibles maintenues entre deux piquets placés devant les mottes. Des pieux et des bornes, ou encore des papegays (« perroquet », longues perches à l’extrémité desquelles sont fixées des plumes), sont utilisés comme repères pour mieux s’habituer au tir en profondeur.

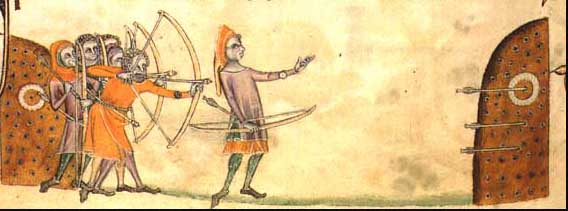
Entraînement des archers.

## Histoire

### Origines
L’arc long aurait été connu en Écosse dès 2000 av. J.-C., et les chasseurs en Angleterre avaient déjà des arcs longs ; l'« arc d'Ashcott » de 1,95 m, découvert dans le Somerset, est en if, et date de 3400 av. J.-C.. Les premières traces d’utilisation de cette arme par les Gallois datent de 633. Osric, neveu d’Edwin, roi de Northumbrie, fut tué par une flèche tirée d’un arc long gallois durant une bataille contre les Gallois, presque six siècles avant son attestation en tant qu’arme militaire en Angleterre (précisons que  l'appellation « les Gallois » dans ce contexte et à cette époque se réfère aux peuples brythons de Grande-Bretagne (Nord de l'Angleterre/Pays de Galles/Cornouaille), et au royaume de Rheged en général).

### Conquête du pays de Galles
Le terrain accidenté du pays de Galles se prête mal à la tactique féodale de charges massives de cavalerie lourde. Aussi les Gallois sont un des rares peuples d’Europe à avoir conservé au Moyen Âge les tactiques de combat rangé apprises des Romains. Leur armée est très largement constituée de fantassins recrutés parmi la population (en cas de guerre, tout homme de plus de 14 ans et laïc peut être convoqué une fois par an pour une période de six semaines), auxquels s’ajoute une petite cavalerie comprenant le roi et sa garde. Les territoires du nord du Pays de Galles fournissent essentiellement des piquiers et ceux du sud des archers équipés de l’arc long. Les arcs sont utilisés pour leur capacité de perforation à courte distance et font des ravages parmi les chevaliers anglais équipés de cottes de mailles. L’arc gallois est fabriqué en orme blanc, un bois disponible sur place, non-poli et grossier, mais puissant.
L’adoption de cette arme par les Gallois date de la fin du XIIe siècle : en 1182, au siège de Abergavenny, une flèche galloise s’enfonce de 4 pouces (plus de 10 cm) dans une porte en chêne, et en 1188, Guillaume II de Briouze, un chevalier anglo-normand combattant les Gallois, rapporte qu’une flèche a traversé sa cotte de mailles, son pourpoint, sa cuisse, sa selle et a finalement blessé son cheval. Dès lors, les Anglais savent que cette arme permet de percer les armures, et l’arc long est utilisé en 1216 par les troupes anglaises lors de l’invasion de l’Angleterre par le futur Louis VIII de France.
Les Gallois évitent les batailles rangées et préfèrent mener une guerre d’escarmouches, harcelant l’armée adverse jusqu’à ce qu’elle finisse par repartir (les chevaliers féodaux ne venaient épauler leur suzerain que temporairement, au cours du service d’ost). En cas de bataille, ils cherchent à évoluer en terrain escarpé ou marécageux où l’efficacité de la cavalerie adverse est amoindrie.
À partir de 1277, Édouard Ier d’Angleterre est en guerre contre les Gallois et doit contrer leur tactique de guérilla. Pour cela, il recrute des archers gallois (jouant des rivalités qui minent l’unité de ce peuple) qui, en tant que soudoyers, sont présents aussi longtemps que la campagne dure, contrairement à ses chevaliers. Lors de la bataille d’Orewin Bridge, le 11 décembre 1282, les piquiers gallois sont dispersés par les archers (également gallois) au service de l’Angleterre, puis balayés par la cavalerie d’Édouard Ier.

### Guerres d’Écosse
L’Angleterre prend part aux guerres d’indépendance de l’Écosse (1296 à 1357). Depuis 1296, profitant de la mort d’Alexandre III sans héritier mâle et d’une tentative de prise de contrôle par mariage, l’Angleterre considère l’Écosse comme un État vassal. Cependant, les Écossais ont contracté avec la France la Auld Alliance le 23 octobre 1295 et Robert Bruce (futur Robert Ier d’Écosse), lors de la bataille de Bannockburn en 1314, écrase la chevalerie anglaise, pourtant très supérieure en nombre, grâce à une armée essentiellement composée d’hommes d’armes à pied protégés des charges par un premier rang de piquiers. Ces formations de piquiers peuvent être utilisées de manière offensive à la manière des phalanges grecques (la formation serrée permet de cumuler l'énergie cinétique de tous les combattants qui peuvent renverser l'infanterie adverse) et ont disloqué les rangs anglais leur infligeant une sévère défaite.
Tirant les leçons des campagnes de Galles et d’Écosse, le roi Édouard Ier d’Angleterre instaure une loi qui incite les archers à s’entraîner le dimanche en bannissant l’usage des autres sports ; les Anglais deviennent ainsi habiles au maniement de l’arc long. Le bois utilisé est l’if (que l’Angleterre importe d’Italie et des Pyrénées) qui a des qualités mécaniques supérieures à l’orme blanc des arcs gallois : les performances sont ainsi améliorées. Cette arme plus puissante peut être utilisée en tir massif à longue distance. Les Anglais adaptent leur manière de combattre en diminuant la cavalerie mais en utilisant plus d’archers et d’hommes d’armes à pied protégés des charges par des pieux plantés dans le sol (ces unités se déplacent à cheval mais combattent à pied),.
Édouard III met en œuvre cette nouvelle façon de combattre en soutenant Édouard Balliol contre les partisans de David II, le fils de Robert Bruce. Cette tactique leur permet de remporter plusieurs batailles importantes. L’utilisation tactique des archers s'améliore progressivement. À la bataille de Boroughbridge en 1322, les schiltrons écossais sont dispersés par la pluie de flèches décochées par les archers gallois. À la bataille de Dupplin Moor en 1332, les archers sont déployés sur les ailes, ce qui donne une formation en croissant et évite que les tirs arrivent de face et soient déviés par le profil des armures. Lors de la bataille de Halidon Hill en 1333, les archers adoptent des formations en V  qui permettent encore davantage d’atteindre l’ennemi sur le flanc,. Grâce à cette campagne, Édouard III dispose d’une armée moderne et rodée aux nouvelles tactiques (il y a aussi expérimenté la stratégie des chevauchées qui consiste à piller le pays sur des distances énormes grâce à une armée montée), qui oblige l’ennemi à l’attaquer et lui permet d’utiliser ses archers en position défensive.

### Guerre de Cent Ans

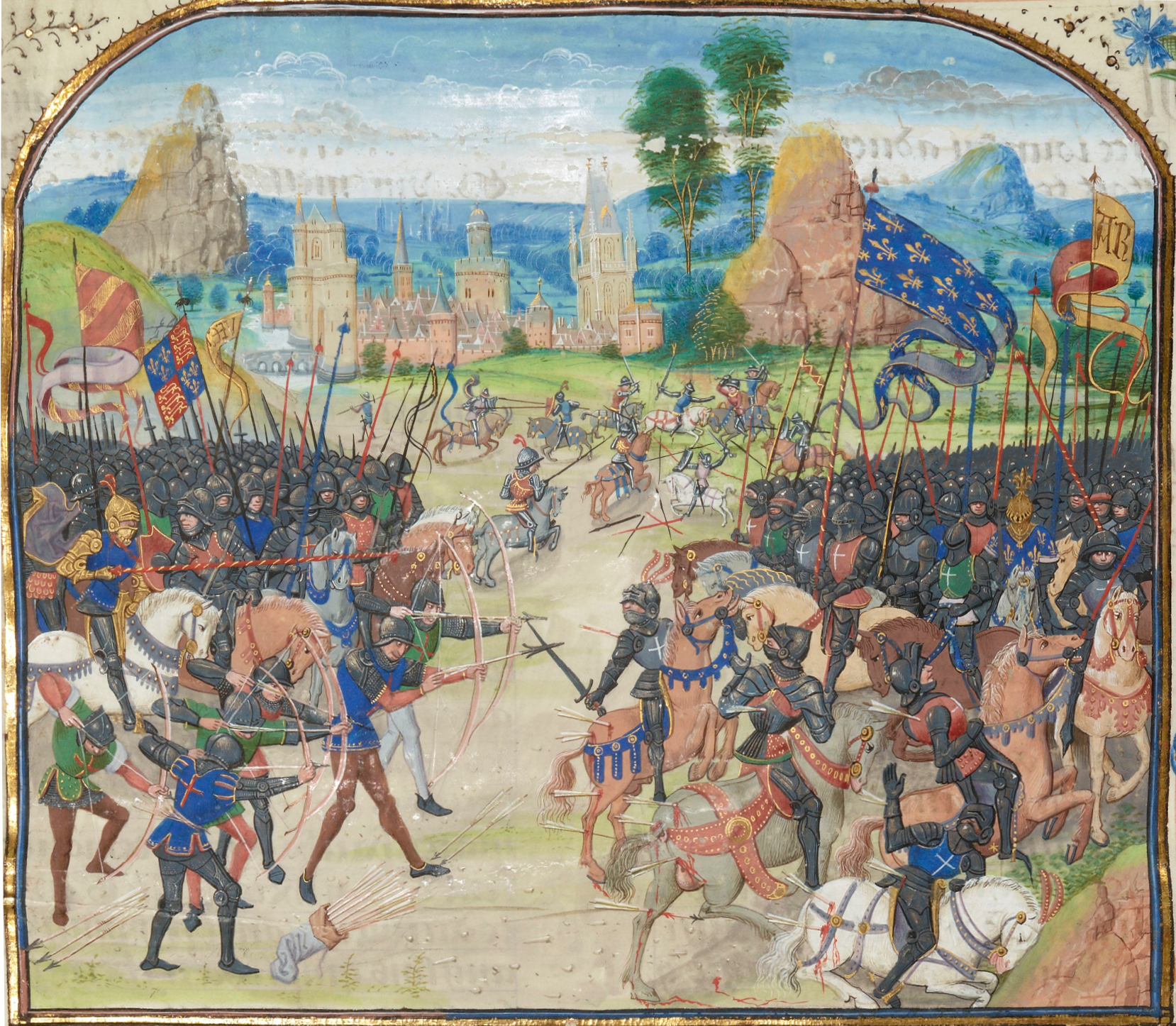
Bataille de Poitiers (1356) : la chevalerie française est taillée en pièces par les archers anglais équipés de l’arc long.

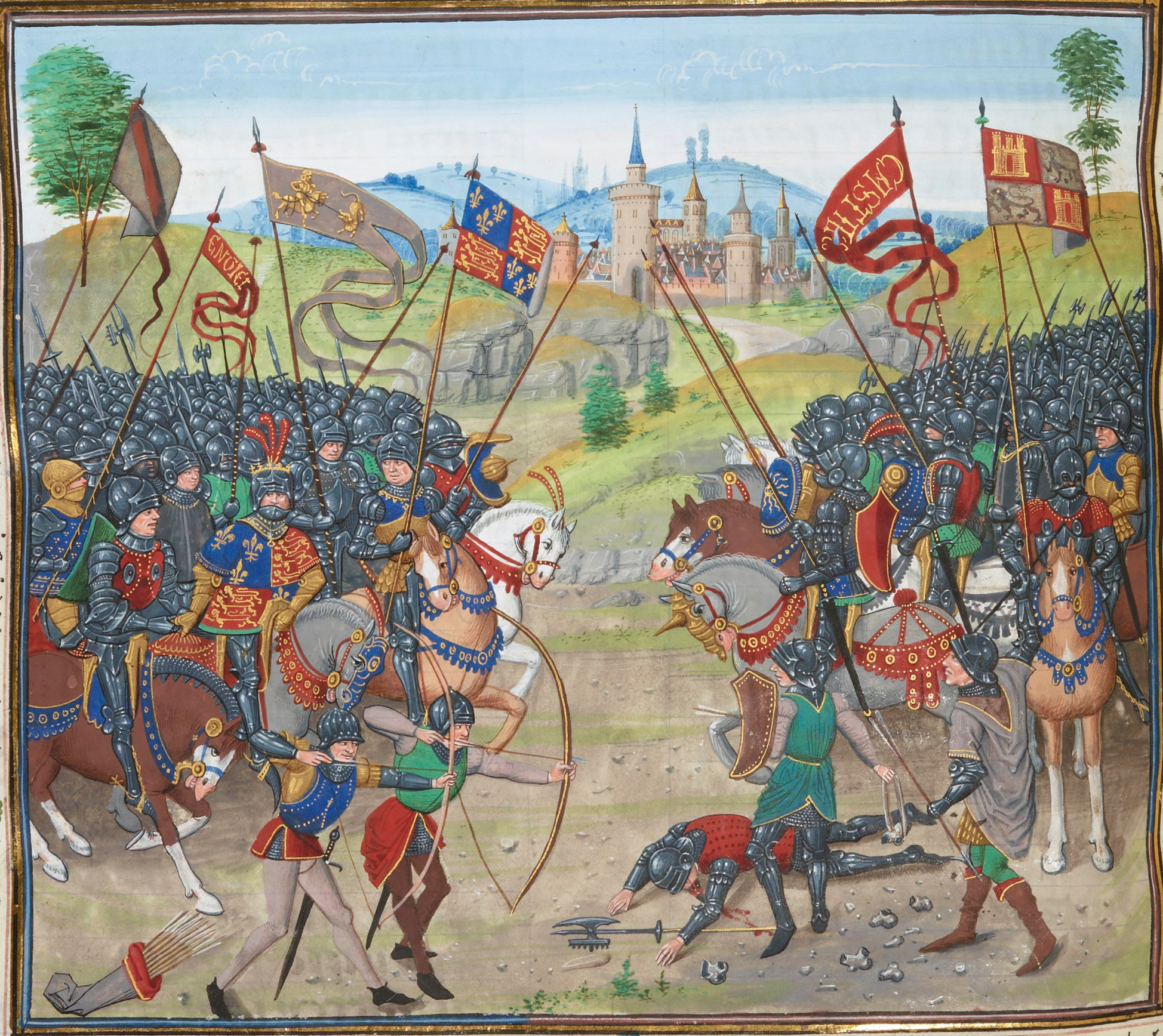
La bataille de Nájera d’après les chroniques de Jean Froissart.

L’arc long est utilisé par les Anglais tout au long de la guerre de Cent Ans. Il se révèle particulièrement efficace au cours de la première phase du conflit. À la bataille de l’Écluse (1340), les archers anglais prennent le dessus sur les arbalétriers génois, utilisant des flèches à pointes larges ou en croissant qui sectionnent les cordages et immobilisent les vaisseaux adverses, qui peuvent ensuite être abordés un à un. La bataille de Crécy (1346) est un véritable choc pour les Français : les arbalétriers génois sont complètement surclassés et la chevalerie est laminée par les archers anglais (les chevaux ne sont pas protégés et les armures sont encore largement faites de cottes de mailles). Lors de la bataille de Poitiers, voyant que les premières charges de cavalerie sont brisées par les archers et que les chevaux sont trop vulnérables aux flèches, Jean le Bon fait mettre pied à terre à ses hommes. La cavalerie anglaise exécute alors un mouvement tournant et charge les Français vulnérables, car démontés.
Après ces deux désastres, Charles V décide de ne plus combattre les Anglais en rase campagne et leur oppose la tactique de la terre déserte, laissant les chevauchées dévaster le pays : à chaque chevauchée, le roi ordonne aux campagnards de se réfugier dans les villes avec toutes leurs réserves. Plus les Anglais avancent dans les terres, plus leur ravitaillement est difficile ; harcelés par des Français qui leur tendent de nombreuses embuscades, leurs effectifs sont vite réduits à néant et de nombreux chefs anglais de renom sont obligés de se replier afin d’éviter le désastre (Jean de Lancastre, le Prince noir, Robert Knolles et Édouard III lui-même sont victimes de cette stratégie de Charles V). Les rares batailles rangées terrestres contre les Anglais de cette période, comme la bataille de Nájera (où les 3 000 archers anglais laminent les arbalétriers et la cavalerie légère espagnole) ou la bataille d’Auray, se soldent par des défaites françaises. Charles V réorganise l’armée, sous le commandement de chefs expérimentés et fidèles (comme Bertrand du Guesclin et son cousin Olivier de Mauny) et livre une guerre de siège. Il tente bien de combler le retard pris sur les Anglais en archerie et encourage à son tour les concours de tir à l’arc mais l'entraînement et la sélection des tireurs sont très longs c'est pourquoi il engage aussi de nombreux arbalétriers entre 1364 et 1369, Mais il ne prend pas le risque d'affrontements de masse et les utilise surtout dans une guerre de position. Les victoires de Cocherel, de Pontavelain, de Montiel, de Chizé montrent l'efficacité de l'armée française réorganisée de même que la faiblesse des grands archers dans le combats au corps à corps. Ainsi, entre 1369 et 1375, les Français reprennent aux Anglais la quasi-totalité des concessions faites et des terres possédées par l’ennemi avant même le début de la guerre, à l’exception de Calais, Cherbourg, Brest, Bordeaux, Bayonne, ainsi que de quelques forteresses dans le Massif central.
À la faveur de la guerre civile entre Armagnacs et Bourguignons qui déchire le royaume de France après 1405, Henri V d’Angleterre reprend les hostilités. L’arc long joue de nouveau un rôle décisif à la bataille d’Azincourt (1415) où la cavalerie lourde française démontée est massacrée par des pluies de flèches provenant des archers anglais, malgré des armures de plaques de plus en plus couvrantes. Pour essayer d’équilibrer les forces, le futur Charles VII fait appel, avec des fortunes diverses, à des archers écossais, qui sont notamment massacrés à la bataille de Verneuil (1424).

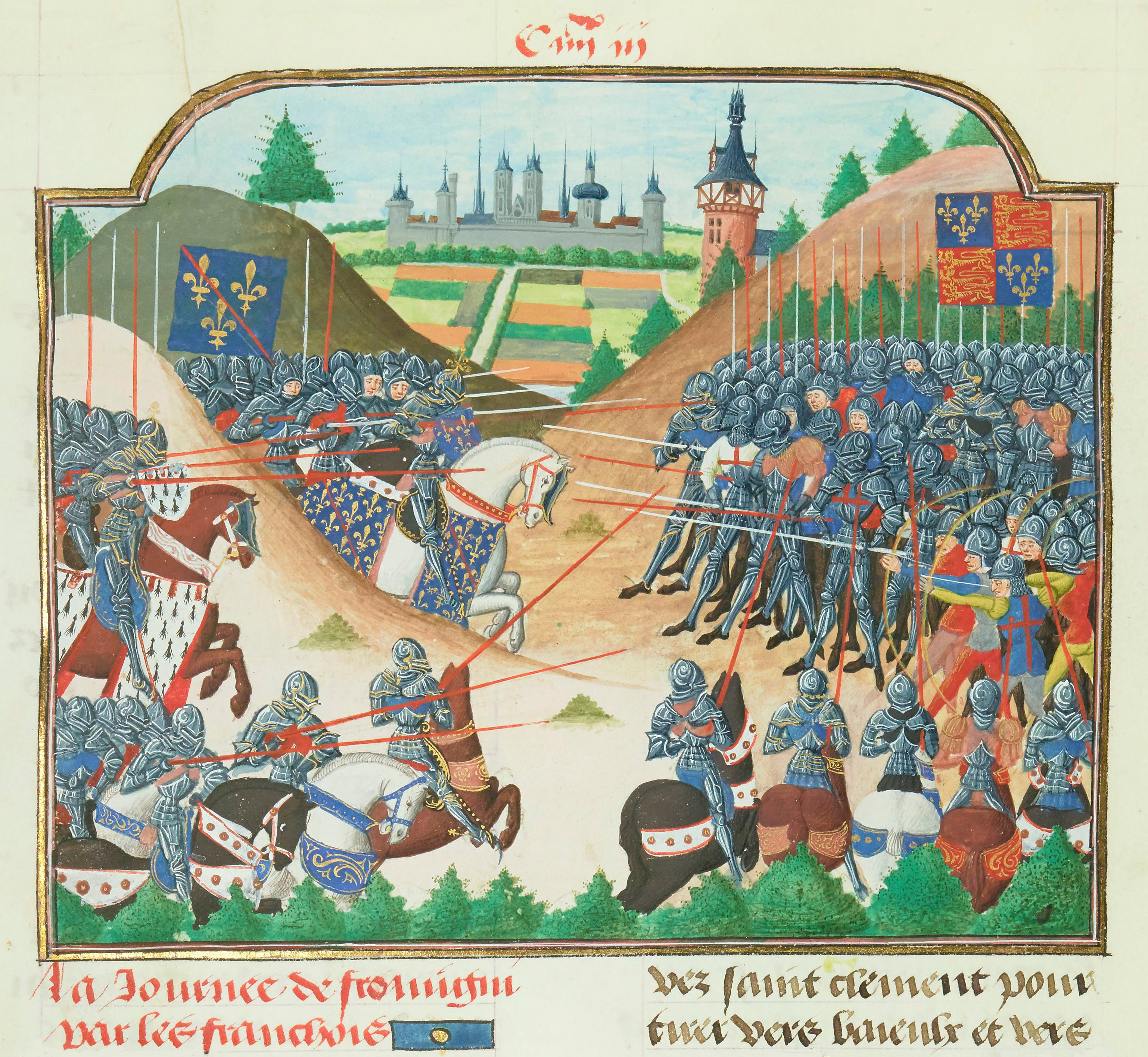
La bataille de Formigny : les archers anglais doivent se découvrir pour neutraliser l’artillerie française et donnent prise à une charge de cavalerie lourde sur leur flanc.

En 1429, Jeanne d’Arc fait charger la cavalerie avant que les archers aient pu se retrancher derrière des pieux et remporte une victoire décisive à la bataille de Patay. Charles VII crée les compagnies d’ordonnance et les francs-archers pour disposer d’une infanterie capable de rivaliser avec les archers anglais. Mais surtout, en fin de conflit, l’arc long est surclassé par l’artillerie de campagne. Du fait de la portée supérieure des canons, les archers ne peuvent plus être exploités défensivement : à la bataille de Formigny, les archers doivent charger pour neutraliser deux couleuvrines, permettant aux renforts français de les attaquer de flanc. L’impact de l’artillerie devient encore plus net en 1453 à la bataille de Castillon, où elle est employée massivement par les Français. Les archers, déjà surclassés en portée, le deviennent aussi en puissance de tir à bout portant, du fait de l’apparition des canons à main : les Anglais, devant se ruer à l’assaut, se font hacher par les tirs de mitraille.
Dans la dernière phase du conflit, une stratégie de neutralisation des archers anglais, dont l’entraînement est très long, est appliquée. Capturés, ils sont mis définitivement hors d’état de combattre par amputation du majeur avant d’être rançonnés. Ils préfèrent alors souvent mourir plutôt que de se rendre et être mutilés. Les archers anglais subissent de lourdes pertes lors des batailles de Patay, Formigny et Castillon et 90 % d’entre eux périssent, ce qui contribue, en partie, à la défaite de l’Angleterre. Cette stratégie est cependant aussi employée dans l’autre camp : les archers écossais qui ont participé à la bataille de Verneuil (1424) sont massacrés jusqu’au dernier.

### Guerre des Deux-Roses

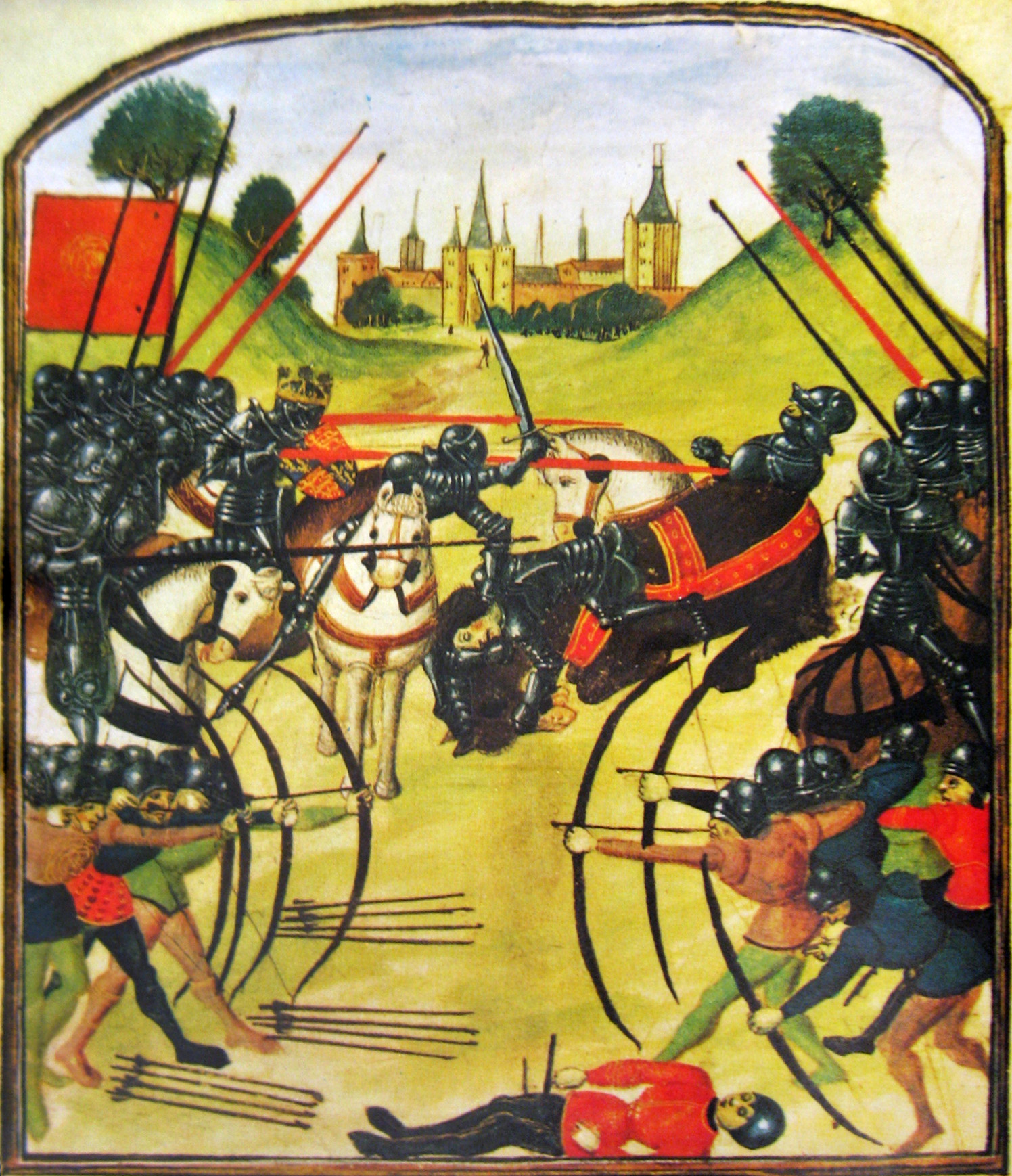
La bataille de Tewkesbury.

À la fin de la guerre de Cent Ans, le roi d’Angleterre Henri VI sombre dans la folie. Deux clans, les York et les Lancastre, vont s’entre-déchirer pour le contrôle de la couronne de 1455 à 1485. Les archers sont les principaux acteurs des batailles mettant aux prises les deux partis. Ils forment l’épine dorsale des armées des deux camps, mais leur présence ne suffit pas à garantir la victoire comme au début de la guerre de Cent Ans. Les belligérants sachant depuis la bataille de Shrewsbury en 1403 que les duels massifs d’archers longs conduisent à des massacres avec de fortes pertes des deux côtés, la stratégie est donc de contraindre l’adversaire à attaquer, ce qui n’est pas toujours évident car, contrairement aux Français à Crécy, il peut riposter avec ses propres archers et n’est pas obligé de venir au contact.  
À la bataille de Blore Heath, en 1459, le parti d’York simule une retraite pour faire charger les Lancastriens et remporte la victoire en usant défensivement de leurs archers,. Le 22 juin 1460, ce sont les Lancastriens, en infériorité numérique, qui remportent la victoire à la bataille de Northampton en utilisant leurs archers en position défensive. En 1461, à Towton, les Lancastriens subissent une sévère défaite car leurs archers ont le vent de face et sont gênés par la neige : les pertes des deux côtés sont très lourdes, entre 28 000  et   40 000 combattants selon les sources,. Le 4 mai 1471, à la bataille de Tewkesbury, les Lancastriens attaquent car ils subissent un violent tir d’artillerie, mais leur manœuvre de contournement échoue et c’est encore une fois l’armée qui est en position défensive qui remporte la victoire.

### Le déclin
L’arc long est de plus en plus supplanté par l’arquebuse qui compense sa faible cadence de tir par la possibilité d’un tir roulant et tendu, utilise des projectiles plus légers, donc plus faciles à transporter en nombre, et dont l’usage ne nécessite pas une formation longue, ce qui permet de renouveler facilement les effectifs en cas de pertes. Les francs-archers sont dissous par Louis XI à la suite de la bataille de Guinegatte en 1479 : manquant de cohésion, ils ont été vaincus par les archers anglais et les arquebusiers allemands employés par le duc de Bourgogne. En 1567, Charles IX remplace dans son armée l’arc et l’arbalète par l’arquebuse.
Alors que l’arc disparaît progressivement des armées européennes, où il est remplacé par l’arquebuse, puis le mousquet, l’Angleterre en garde l’usage, quoique de manière moins massive jusqu’à la fin du XVIe siècle. Si l’arquebuse a de meilleurs pouvoirs perforant et vulnérant à travers une armure à grande distance, sa portée est moindre et sa cadence de tir est très lente. L’arc reste pour un temps un appoint intéressant pour les Anglais qui ont de nombreux archers de qualité déjà formés, mais leur proportion diminue dans les effectifs. En 1577, il est interdit aux archers anglais d’apprendre l’usage des armes à feu. Mais à mesure que les armes à feu progressent en portée, précision et cadence, le rôle des archers se marginalise et, en 1589, le Parlement décide qu'ils n’ont plus leur place dans les compagnies. En 1595 enfin, les archers sont convertis en piquiers et arquebusiers.

## Impact social

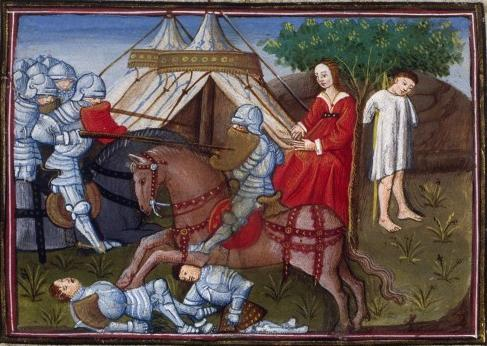
Yvain secourant la damoiselle. Enluminure tirée d’une version de Lancelot du Lac du XVe siècle. Le chevalier doit avoir un comportement loyal, le combat est l’occasion de justifier son statut social.

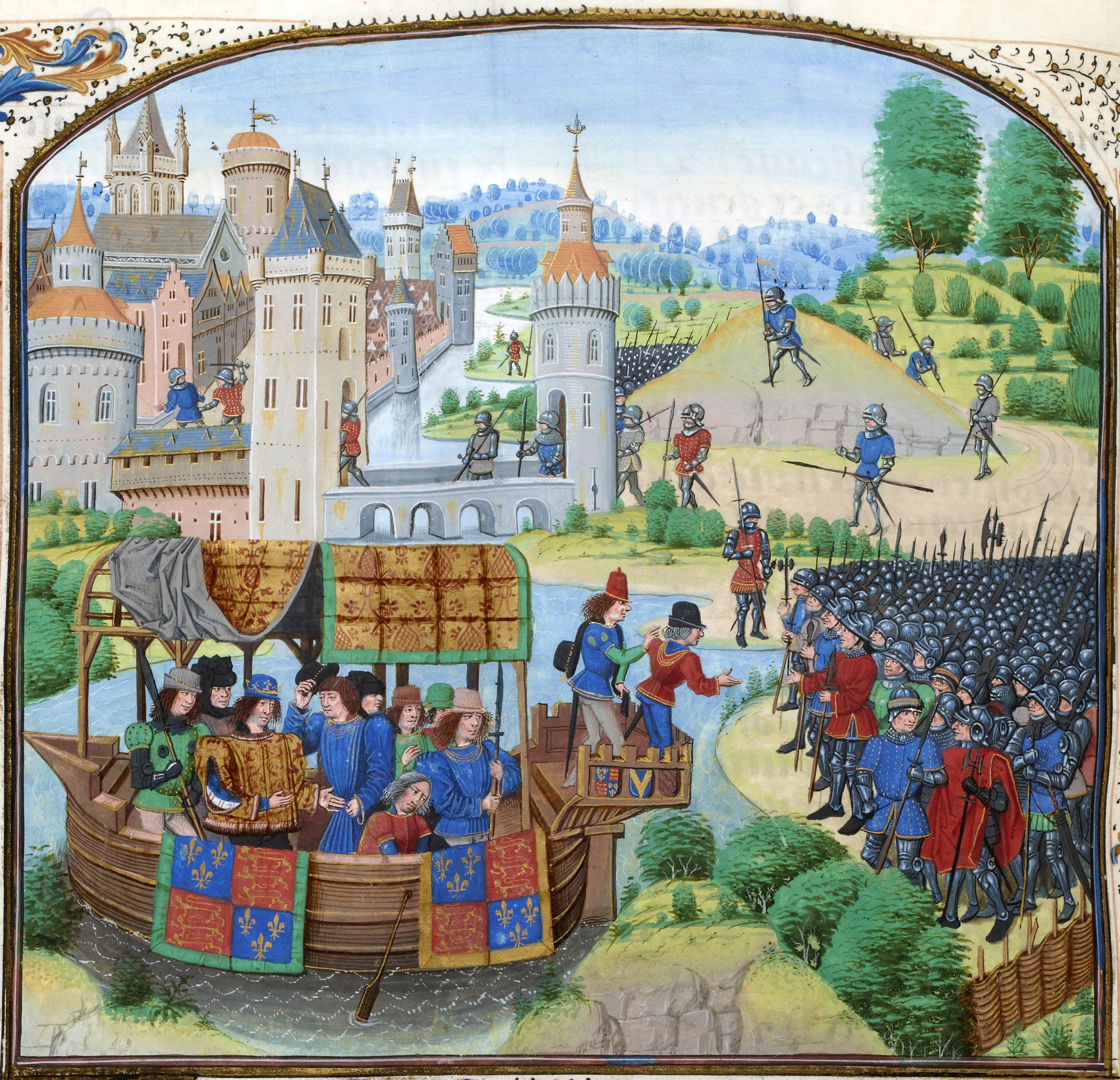
Richard II d’Angleterre rencontre les insurgés arrivés devant Londres durant la révolte des paysans : Chroniques de Jean Froissart.

Le XIVe siècle est marqué par la crise du modèle féodal. Durant la guerre de Cent Ans, la société évolue profondément. Cette évolution sociale est largement multi-factorielle et l’utilisation massive de l’arc long fait partie des facteurs poussant à cette évolution.
Au Bas Moyen Âge, et jusqu’au XIVe siècle, les chevaliers sont les maîtres incontestés des champs de bataille : grâce aux étriers et aux selles profondes, ils chargent lance à l’horizontale, ce qui leur confère avec l’inertie de leur destrier une puissance dévastatrice considérable,. Dans la société médiévale, la noblesse doit conjuguer richesse et pouvoir avec bravoure sur le champ de bataille ; vivant du labeur paysan, le maître se doit de manifester sa largesse en entretenant la masse de ses dépendants. L’Église a œuvré pour canaliser les chevaliers-brigands dès la fin du Xe siècle. À partir du concile de Charroux en 989, les hommes en armes sont priés de mettre leur puissance au service des pauvres et de l’Église et deviennent des milites Christi (Soldats du Christ). Depuis le XIIIe siècle, le roi de France avait pu faire admettre l’idée que son pouvoir de droit divin lui permettait de créer des nobles. La noblesse se différencie donc du reste de la population par son sens de l’honneur et doit faire montre d’esprit chevaleresque, protéger le peuple et rendre justice en préservant un certain confort matériel. Elle doit justifier son statut social sur le champ de bataille : l’adversaire doit être vaincu face à face dans un corps à corps héroïque. Cette volonté de briller sur les champs de bataille est accrue par l’habitude de l’époque de faire des prisonniers et de monnayer leur libération contre rançon. La guerre devient donc très lucrative pour les bons combattants et les risques d’être tués sont donc amoindris pour les autres. C’est pour cela que, lors des batailles de Bannockburn, de Crécy, de Poitiers ou d’Azincourt, la chevalerie charge d’une manière si irrationnelle selon le jugement contemporain.
À l’inverse de cette noblesse dans le combat, arcs et arbalètes sont considérés comme des armes diaboliques et l’Église tente de les interdire au IIe concile du Latran en 1139. Cependant, elles ne disparaissent jamais complètement des champs de bataille et sont remises au goût du jour durant les Croisades. L’utilisation en masse des archers porte atteinte à la fonction sociale de la noblesse (dont sont issus les hauts dignitaires ecclésiastiques), dont l’importance sur le champ de bataille diminue au profit de roturiers. Durant la guerre de Cent Ans, de nombreuses révoltes paysannes et bourgeoises ont lieu en Angleterre (Révolte des paysans) et en France (Jacqueries). En Angleterre, la formation de toute la population au maniement de l’arc est même une menace : durant la révolte des paysans anglais de 1390, ce sont 100 000 paysans qui menacent Londres. L’ordre social féodal est menacé : cette révolte est réprimée dans le sang, tout comme les Jacqueries. C’est d’ailleurs pour cette raison qu’en France, sous Charles VI, la noblesse demande et obtient la suppression des archers formés après décision de Charles V, ce qui vaut aux Français d’être à nouveau surclassés par les archers anglais à la bataille d’Azincourt.

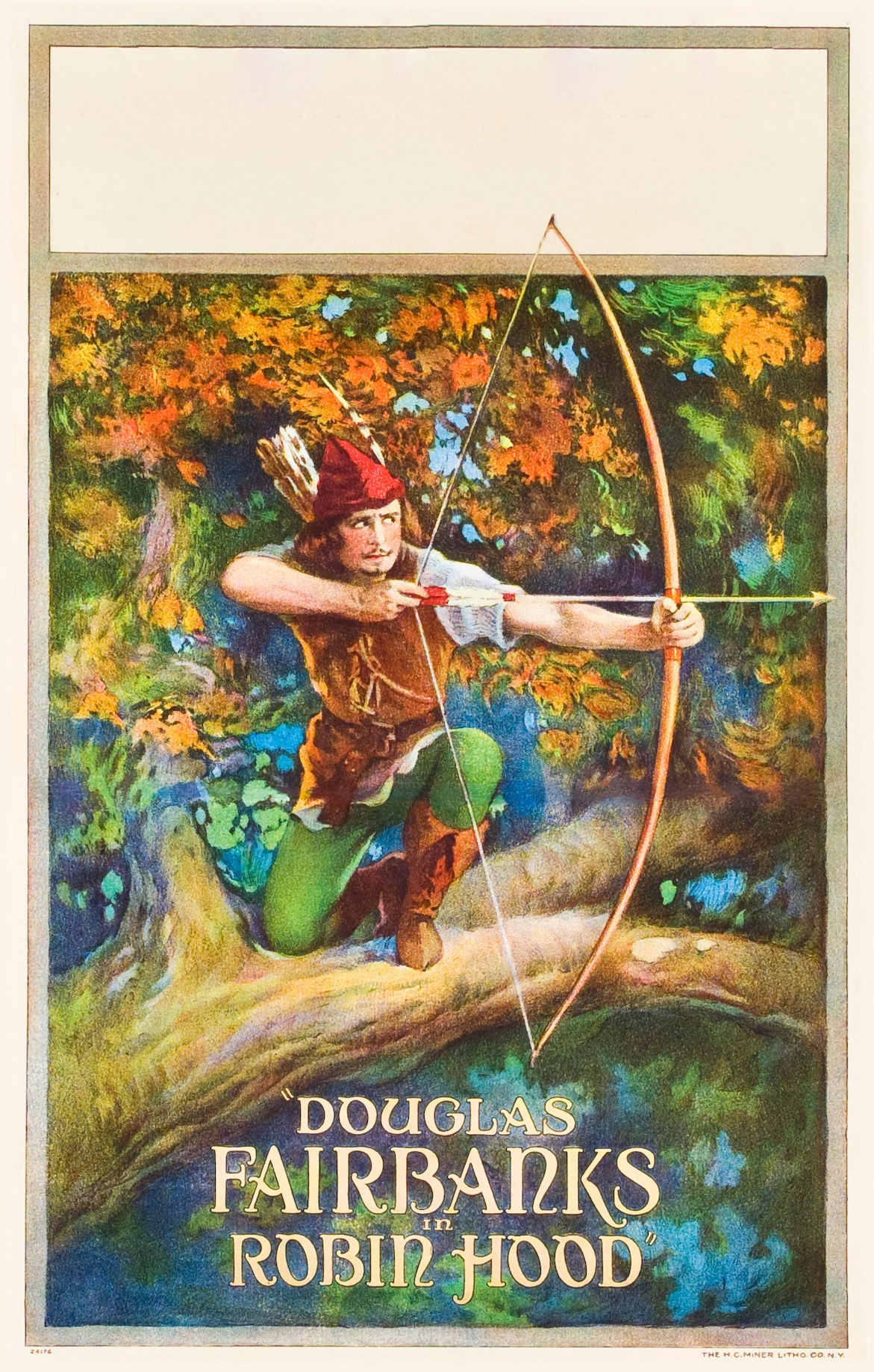
Le personnage de Robin des Bois, archer anglais mythique, se façonne au XIVe siècle dans un contexte de revendication sociale de la paysannerie libre et de la petite noblesse anglaise.

Le mythe de Robin des Bois héros, s'opposant au pouvoir arbitraire, avec l'arme du peuple, s'intègre dans ce contexte (de manière similaire à Guillaume Tell, l'arbalétrier suisse). D'après les travaux de Rodney Howard Hilton, il naît dans la tradition orale populaire anglaise au XIIIe siècle, mais le personnage se façonne très nettement au XIVe siècle. Il défend alors les paysans contre le shérif et l'abbé. Or, à l'époque, le problème est de savoir si les paysans en procès ont le statut de paysan libre ou de serf, car dans le deuxième cas, prestations et corvées pouvaient leur être imposées à merci. Le shérif est celui à l'époque qui représente la force publique, donc la loi et l'impôt. Dans un contexte où, après la Grande peste de 1350, le paysan devient rare donc précieux et qu'il se met à revendiquer une place plus importante dans la société, le shérif devient l'ennemi principal. Cependant, alors que le prix des produits agricoles et les salaires montent du fait de la raréfaction de la main d'œuvre, ces derniers sont bloqués arbitrairement par le Statut des laboureurs voté par le Parlement anglais en 1351, ce qui entraîne un fort mécontentement. Le contentieux avec les abbés vient de ce qu'ils sont de gros propriétaires terriens et qu'ils appliquent leur pouvoir de manière souvent divergente avec l'éthique chrétienne qu'ils sont censés défendre. De plus, le crédit de l'Église est fortement atteint du fait du Grand Schisme d'Occident et des prédications des lollards qui battent la campagne en diffusant les thèses religieuses égalitaristes de John Wyclif. Il n'est donc pas étonnant que les clercs soient, avec le shérif, les principales cibles de la satire populaire. Au sein des archers anglais, les différentes classes sociales combattent côte à côte (à des grades certes différents) et il est révélateur que Robin des Bois utilise cette arme égalitaire. Plus récemment, des médiévistes ont mis de l'avant le rôle de la petite noblesse anglophone (gentry) dans la constitution du mythe. Elle formait la principale audience des ballades et la crise de la féodalité a été pour elle une période de perte de pouvoir par rapport à la grande aristocratie francophone (l'anglais ne devient langue officielle qu'en 1360). En Angleterre, ces forces sociales sortent renforcées à la Renaissance, alors que le Parlement anglais et le protestantisme (dont Wyclif est un précurseur) deviennent prédominants.

## Utilisation contemporaine

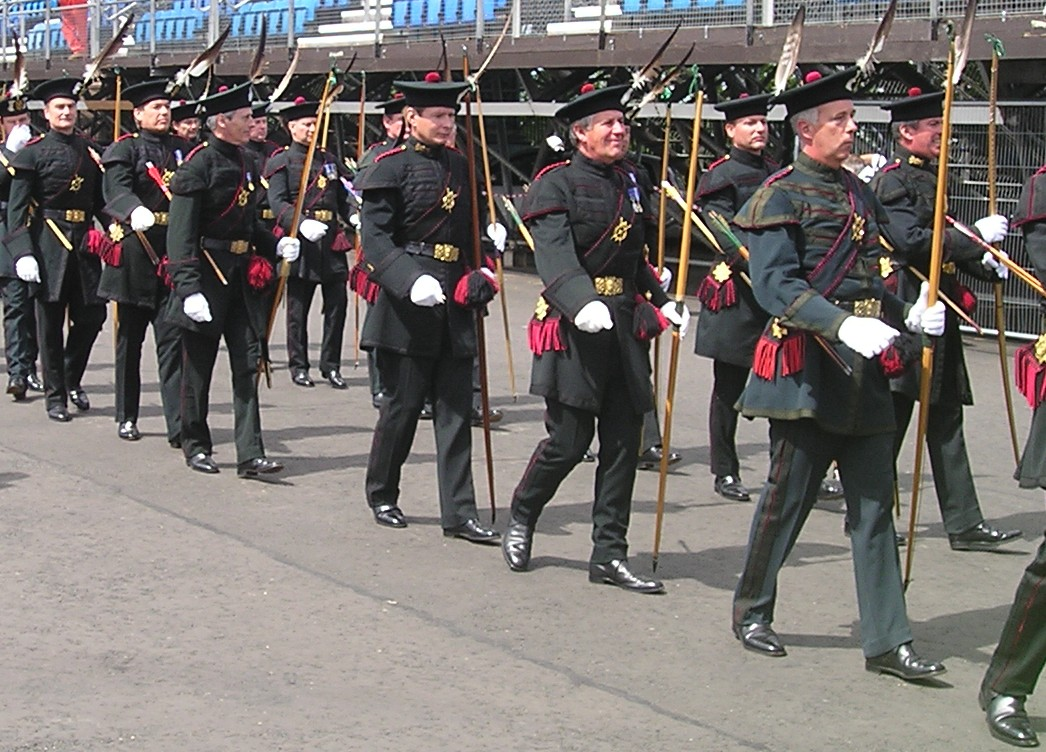
Royal Company of Archers : cette association fondée en 1676 fournit les gardes du corps (cérémoniaux) de la reine d'Angleterre lors de ses voyages en Écosse.

L'arc droit anglais faisant partie du patrimoine historique des Îles Britanniques, de nombreuses initiatives associatives (telles que la Royal Company of Archers fondée en 1676 ou la British Long-Bow Society fondée en 1951) ont permis de perpétuer son usage.
Durant la Seconde Guerre mondiale (en mai 1940) le lieutenant-colonel John Malcolm Thorpe Fleming Churchill (dit Jack Churchill), officier excentrique qui avait pour habitude de combattre en emportant un arc et une épée, abattit d'une flèche le sous-officier allemand commandant une patrouille lors d'une embuscade; c'est le seul cas connu d’utilisation militaire d'un arc au cours du conflit.
Le longbow est utilisé aujourd’hui principalement en tir sportif extérieur ou tir « nature », ou encore tir instinctif ; plus rarement par les chasseurs, car il demande une pratique importante et ne permet pas les longues séances de visée. Il séduit les tireurs recherchant un rapport très direct avec leur arme plutôt que la précision : sa constitution d'une seule pièce lui donne la préférence de puristes. En effet, son tenant unique (sans écrous de fixation ni poulies) en fait une arme qui met en valeur les qualités instinctives naturelles du pratiquant. La fabrication étant artisanale, chaque arc est un exemplaire unique ayant ses réactions propres (les cernes et les nouures du bois varient à chaque arc).
Il existe encore quelques artisans fabriquant des longbows sur mesure. Sinon, le célèbre fabricant Martin's en produit une gamme, ainsi que les héritiers de la fameuse marque « Howard Hill ». Quelques fabricants asiatiques sont parvenus à faire leur place sur le marché avec des arcs relativement peu onéreux, mais de moins bonne facture.
Le choix du ou des bois utilisés dans la fabrication influence l'âme de l’arc, mais aussi sa souplesse, sa résistance et sa puissance. La seule concession faite à la modernité, en dehors de l’emploi de colles et de résines plus performantes, est l’utilisation de la fibre de verre dans le contre-collage des différentes couches de lames d’une seule pièce qui constituent l’arc.
Le plus fameux « grand chasseur » contemporain à l'arc droit est Howard Hill (doublure d’Errol Flynn dans Les Aventures de Robin des Bois, la ressemblance physique entre les deux hommes était frappante). Hill a fait sa renommée avec les chasses au grand fauve, armé uniquement d'un arc droit de sa propre fabrication : il a plus de 2 000 prises à son actif. En particulier, il a tué 3 éléphants avec un longbow d’une force de 115 livres, au moyen d'une flèche de 1,04 m, afin de pouvoir atteindre le cœur de l’animal. Il a homologué plusieurs records, dont la capacité d'utiliser un arc de 172 livres (les forces varient – en général – de 40  à   80 livres, certains arcs atteignant 100, 120, voire exceptionnellement 140 livres).